# Вовк мосбахський
Мосбахський вовк (Canis mosbachensis) — вид вовків, що населяв Євразію, починаючи з середнього плейстоцену до пізнього плейстоцену.

Є предком сірого вовка.
:239–245

## Таксономія
Голотип мосбахського вовка Canis mosbachensis Soergel, 1925

було знайдено в Йокгрімі, Німеччина.
У 2010 році дослідження показало, що різноманітність групи Canis зменшилася наприкінці раннього плейстоцену до середнього плейстоцену і була обмежена в Євразії двома видами вовків.
Це були невеликі вовки C. mosbachensis–C. variabilis, розміри яких можна порівняти з існуючим індійським вовком (Canis lupus pallipes), і Canis (Xenocyon) lycaonoides, котрих за розміром можна порівняти з існуючими північними сірими вовками.

Мосбахський вовк існував між C. etruscus в ранньому плейстоцені і сучасним C. lupus.
:p242
Мосбахський вовк був меншим за більшість північноамериканських популяцій вовків і меншим за C. rufus,
:p242
і був описаний Куртеном як схожий за розміром на Canis papilles.
:p242
Оскільки вовки продовжують еволюціонувати, вони стають більшими.
Новак припустив, що C. mosbachensis був предком євразійських і північноамериканських вовків, і одна популяція C. mosbachensis мігрувала до Північної Америки, де він був ізольований пізнішим зледенінням, і там дав початок C. Rufus.
Інша популяція C. mosbachensis залишилися в Євразії і еволюціонувала в C. lupus, звідки він мігрував до Північної Америки.
:p242
Справжні сірі вовки з'явилися наприкінці середнього плейстоцену приблизно 0,5–0,3 мільйона років тому.

Філогенетичне походження існуючого вовка C. lupus від C. etruscus через C. mosbachensis є широко прийнятим.
:239–245 Теніус, Ламлі, та Аргант
кожен розглядає C. mosbachensis підвидом сірого вовка і запропонували позначення C. lupus mosbachensis.
Проте інші дослідники не бачать чіткого анатомічного зв'язку між C. mosbachensis і C. etruscus і стверджують що C. mosbachensis більше схожий на C. arnensis, і що його розміри та зуби більше схожі на всеїдного шакала.

Останній екземпляр мосбахського вовка в Європі датується 456—416 тисячами років тому, коли він дав початок вовку Canis lupus.
Найдавніші рештки вовка в Європі датуються середнім плейстоценом та були знайдені в місці Ла-Полледрара-ді-Чеканіббіо, за 20 км на північний захід від Риму, у відкладеннях, датованих 406 тисячами років.

## Canis variabilis

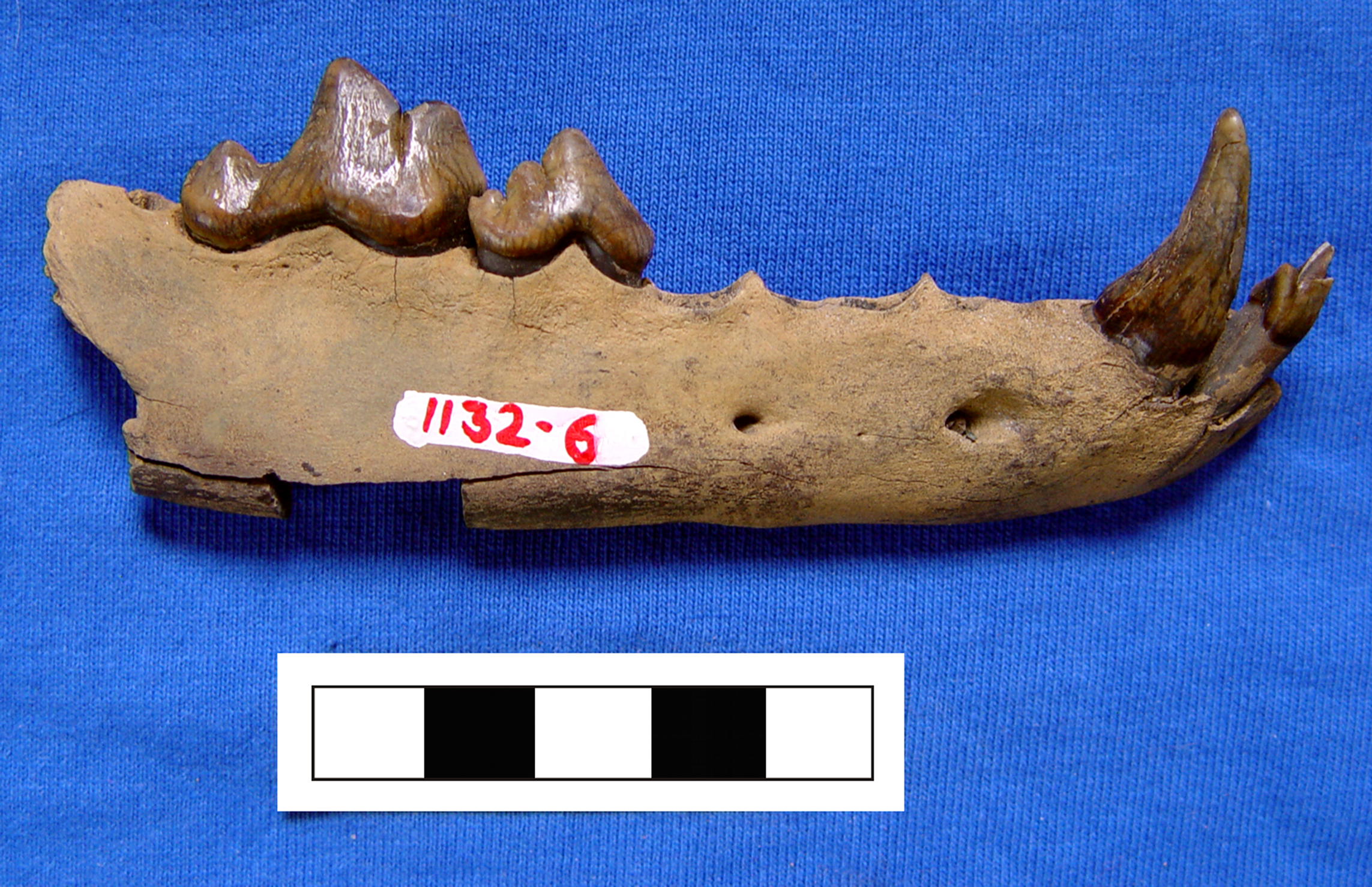
Нижньощелепна кістка Canis variabilis із Сибірської Арктики віком щонайменше 360 000 років.

Canis variabilis, іноді відомий як вовк Чжоукоудянь, — вимерлий малий вовк, який колись населяв частину теперішніх Китаю і Якутії.
Річард Х. Тедфорд порівняв C. mosbachensis (колись був поширений віл Західної Європи до Казахстану) з C. variabilis (який колись був поширений від Казахстану до Китаю), оскільки вони обидва існували в середньому плейстоцені в середній широті Євразії. Єдина відмінність, яку він зазначив, полягала в тому, що C. variabilis мав «носові кістки, які закінчуються в крайньому задньому положенні лобно-щелепного шва або попереду від нього», і тому він пропонує ці два таксони представляти різновиди одного географічно поширеного вовка середини плейстоцену.
:p181
У 2018 році науковці запропонували визнати Canis variabilis як Canis mosbachensis variabilis, східноєвразійський підвид західноєвразійського Canis mosbachensis.
Різниця полягає в тому, що C. m. variabilis має коротшу носову кістку та незначну зміну гребеня першого верхнього молярного зуба.
Краніодентальна характеристика C. m. variabilis є більш розвиненою і вказує на те, що він був менш гіперхижим, ніж Canis lupus, Canis etruscus та Canis arnensis.
Він не є прямим предком Canis lupus, але був близьким родичем.

Незважаючи на виявлення в Китаї, викопні рештки C. variabilis були виявлені в центральній частині Якутії в Сибіру на річках Аласея і Алдан.

Це найдавніші зареєстровані зразки Олеської фауни, знайдені в Якутії.

Canis cf. variabilis був широко поширений в Євразії приблизно до 300 000 тому і, ймовірно, не збігається з найдавнішою появою морфологічно відмінного сірого вовка.

Скам'янілості вовка були знайдені в печерній системі Чжоукоудянь і археологічній пам'ятці в 1934 році та названі на честь свого першовідкривача, Пей Веньчжун.
Відмінностей між описаними вище Canis і справжнім C.  lupus, достатньо для створення принаймні нового підвиду, Canis lupus variabilis, для малого вовка з місцевості Чжоукоудянь 1.:17
Малий вовк спочатку був названий Canis lupus variabilis, але пізніше був визнаний варіантом Canis variabilis (Pei 1934), який також був виявлений і названий в тому ж році.

Пеї заявив, що ніхеванських вовків
,
віднесених до «Canis chihliens», також слід включити до цієї нової категорії.
:18
Canis variabilis також був відомий в окрузі Ланьтянь провінції Шеньсі,
,
тому він мав широкий діапазон у часі та просторі.
На цьому місці останки маленького вовка знаходилися в безпосередній близькості від Homo erectus pekinensis, у шарах, датованих 500 000—200 000 р. тому.

### Домашній собака та сучасний вовк

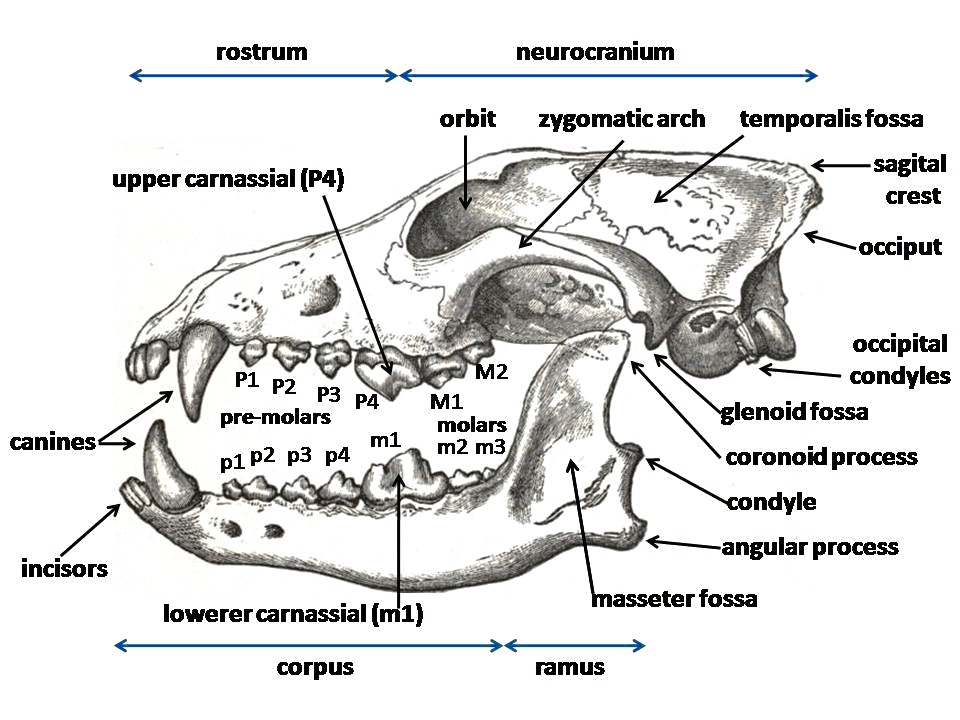
Діаграма черепа вовка з позначеними ключовими характеристиками

Пей описує цього маленького вовка як демонстрацію варіацій у розмірі та адаптації зубів, заявляючи, що його череп відрізняється від типового вовка набагато меншим розміром (приблизно 175,0 мм загальної довжини для великого екземпляра C. variabilis) з більш струнка морда і помітно зменшений або відсутній сагітальний гребінь.
Крім того, нижня межа деяких C. variabilis нижня щелепа «сильно опукла, як у собаки».
:15
Єдина риса, що вирівнює C. variabilis у вовків є відносно великі карнасіальні зуби (P1 20,4 — 23,0 мм; M1 22,0 — 24 мм).
Пізніше дослідники підтвердили вимірювання Пея та описали череп вовка як «важкий, схожий на пропорції вовка, хоча менший, ніж будь-який існуючий C. lupus».

Інакші дослідники переглянули точку зору Пея, що предком собаки є нині вимерлий Canis lupus, і припустили, що C. variabilis може бути предком собачої лінії.
:7
У 2012 році дослідження вовкоподібних видів Canis у стародавньому Китаї, проведене відомим хребетним палеонтологом і геологом Сяомін Ван, виявило, що C. variabilis був «дуже дивним» порівняно з іншими Canis у Китаї, оскільки він мав набагато менші черепно-зубні розміри, ніж попередні та пізніші види.
Дослідники дійшли висновку, що «дуже ймовірно, що цей вид є предком домашньої собаки Canis familiaris, гіпотеза, запропонована попередніми авторами».

У 2015 році в дослідженні розглядалися послідовності мітохондріальної контрольної області 13 стародавніх останків псових і одного сучасного вовка з п'яти місць на північному сході Арктичного Сибіру.
Чотирнадцять псових виявили дев'ять мітохондріальних гаплотипів, три з яких були зареєстровані, а інші не повідомлялися раніше. Філогенетичне дерево, створене на основі послідовностей, показало, що чотири сибірських псових датуються 28 000 р. тому і один Canis c.f. variabilis датовані 360 000 р. тому були дуже розбіжними.
Гаплотип, позначений як S805 (28 000 р тому) з Річки Яна, був на одну мутацію від іншого гаплотипу S902 (8 000 р тому), який представляє клад A ліній сучасних вовків і домашніх собак. З цим гаплотипом тісно пов'язаний гаплотип, знайдений у недавно вимерлого японського вовка.
Кілька стародавніх гаплотипів були орієнтовані навколо S805, включаючи Canis c.f. variabilis (360 000 р до н. е.), Бельгія (36 000 р тому — «собака Goyet»), Бельгія (30 000 р тому) і Констекі, Росія (22 000 р тому). Враховуючи положення гаплотипу S805 на філогенетичному дереві, він потенційно може представляти прямий зв'язок від прародителя (включаючи Canis c.f. variabilis) до ліній домашнього собаки та сучасного вовка.
Вважається, що сірий вовк є предком домашньої собаки, однак його спорідненість із C. variabilis, а також генетичний внесок C. variabilis до собаки, є предметом дискусії.
Гаплотипи псових острова Жохова (8700 р тому) і Аачим (1700 р тому) належать до клади домашніх собак, кластеру з S805, і також мають спільні гаплотипи з тибетським вовком або знаходяться на одній мутації від нього. (C. l. chanco) і недавно вимерлого японського вовка (C. l. hodophilax). Це може свідчити про те, що ці собаки зберегли генетичний підпис змішування з регіональними популяціями вовків. Інший гаплотип, позначений як S504 (47 000 р тому) з Duvanny Yar, з'явився на філогенетичному дереві як не пов'язаний з вовками (як стародавніми, так і сучасними), але предками собак, і може представляти генетичне джерело для регіональних собак. Автори дійшли висновку, що структура сучасного собаки генофонд була отримана від стародавніх сибірських вовків і, можливо, від Canis c.f. variabilis.